# Comuna Sorsele
Sorsele (Sorsele kommun) este o comună din comitatul Västerbottens län, Suedia, cu o populație de 2.595 locuitori (2013).

## Geografie

### Zone urbane
Lista celor mai mari zone urbane din comună (anul 2015) conform Biroului Central de Statistică al Suediei:
| Nr | Zona urbană | Pop.  |
| -- | ----------- | ----- |
| 1  | Sorsele     | 1.175 |

## Demografie
| \| Evoluția demografică în comuna Sorsele, 1970–2015 \| Evoluția demografică în comuna Sorsele, 1970–2015 \| Evoluția demografică în comuna Sorsele, 1970–2015 \| Evoluția demografică în comuna Sorsele, 1970–2015 \| Evoluția demografică în comuna Sorsele, 1970–2015 \| \| ----------------------------------------------------------------------------------------------------- \| ------------------------------------------------- \| ------------------------------------------------- \| ------------------------------------------------- \| ------------------------------------------------- \| \| An \| \| \| Locuitori \| \| \| 1970 \| 1970 \| \| 4313 \| 4313 \| \| 1975 \| 1975 \| \| 4060 \| 4060 \| \| 1980 \| 1980 \| \| 3923 \| 3923 \| \| 1985 \| 1985 \| \| 3689 \| 3689 \| \| 1990 \| 1990 \| \| 3547 \| 3547 \| \| 1995 \| 1995 \| \| 3392 \| 3392 \| \| 2000 \| 2000 \| \| 3195 \| 3195 \| \| 2005 \| 2005 \| \| 2905 \| 2905 \| \| 2010 \| 2010 \| \| 2736 \| 2736 \| \| 2015 \| 2015 \| \| 2516 \| 2516 \| \| Sursa: SCB - Statistika Centralbyrån, Folkmängd efter region, civilstånd, ålder och kön. År 1968–2016 \| \| \| \| \| |      |  |           |      |
| Evoluția demografică în comuna Sorsele, 1970–2015 |      |  |           |      |
| An |      |  | Locuitori |      |
| 1970 | 1970 |  | 4313      | 4313 |
| 1975 | 1975 |  | 4060      | 4060 |
| 1980 | 1980 |  | 3923      | 3923 |
| 1985 | 1985 |  | 3689      | 3689 |
| 1990 | 1990 |  | 3547      | 3547 |
| 1995 | 1995 |  | 3392      | 3392 |
| 2000 | 2000 |  | 3195      | 3195 |
| 2005 | 2005 |  | 2905      | 2905 |
| 2010 | 2010 |  | 2736      | 2736 |
| 2015 | 2015 |  | 2516      | 2516 |
| Sursa: SCB - Statistika Centralbyrån, Folkmängd efter region, civilstånd, ålder och kön. År 1968–2016 |      |  |           |      |